# Teller

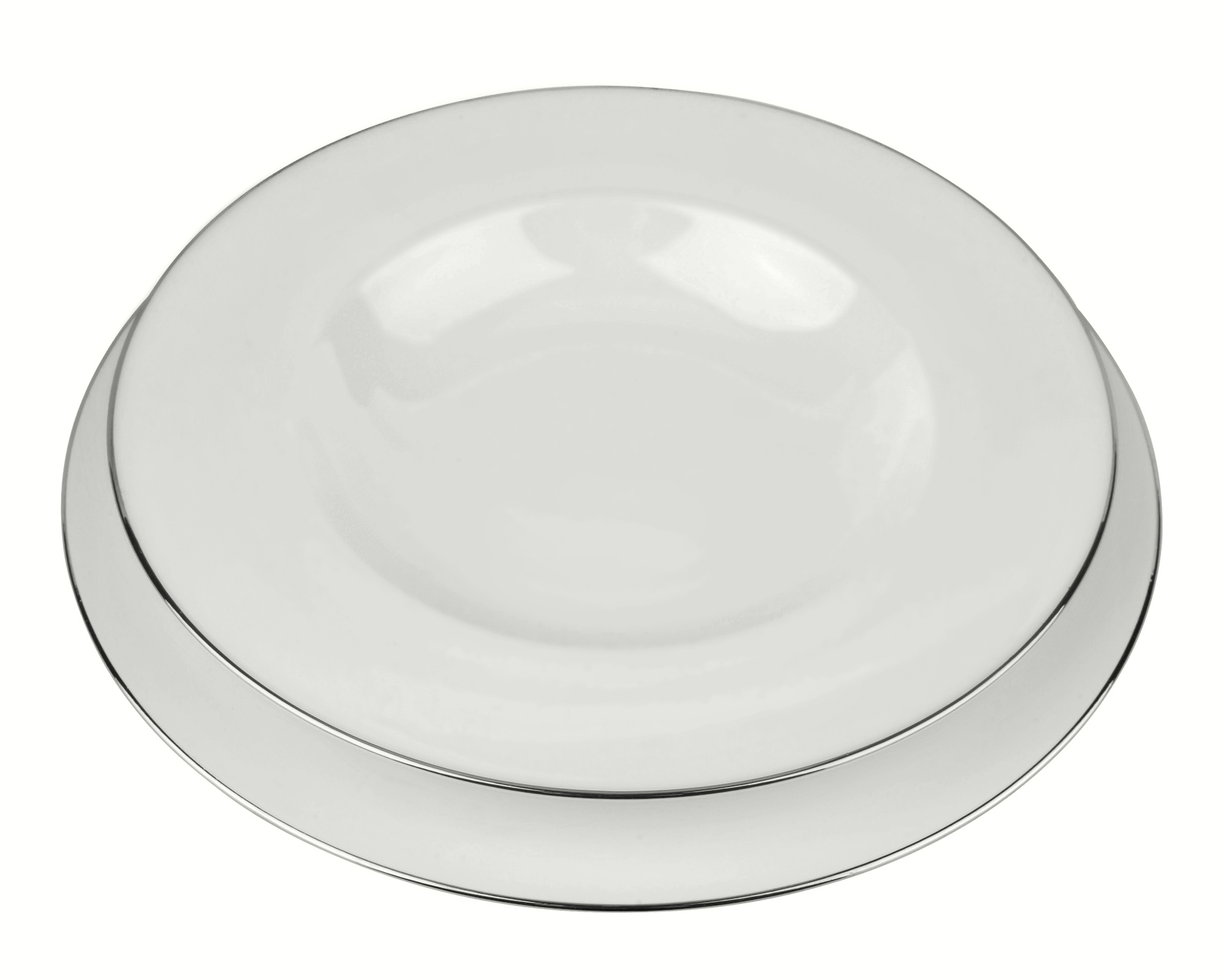
Tellerset (Suppen- und Essteller) aus Porzellan

Der Teller (über altfranzösisch taillor von lat. talea ‚abgeschnittenes Stück‘ schweiz. österr. z. T. auch das Teller zu lat. tellarium n.) ist ein meist rundes, relativ flaches Essgeschirr, auf dem Speisen zum Verzehr platziert und angerichtet werden. Teller werden auch als Unterlage für weitere Teller sowie Schalen und Schüsseln verwendet. Kleine Teller als Unterlage von Tassen heißen Untertassen.
Manche Teller erfüllen rein dekorative Funktion und werden etwa als Schmuck- oder Sammlerobjekte an der Wand aufgehängt.

## Geschichte
Teller in der heute allgemein üblichen Form wurden erst im Spätmittelalter üblich. Davor wurden heiße Speisen in Schüsseln aufgetragen, aus denen man sich gemeinsam bediente, obwohl es bereits im 12. und 13. Jahrhundert eine Art gedrechselte Holzteller oder -brettchen gab. Bis dahin dienten fladenartig flache Brote als Tellerersatz.

## Aufbau
Der Teller besteht aus:
- einer Vertiefung, dem Spiegel
- dem ringförmigen Fuß auf der Unterseite
- häufig einem flachen erhöhten Rand, der Fahne

## Materialien
Teller werden häufig aus Material wie Porzellan und anderer Keramik, Holz, Glas, Kunststoff, Papier oder Metall (wie beispielsweise Silber- oder Zinnteller) hergestellt. Das Material wird auch vom Einsatzzweck des Tellers beeinflusst – in Großküchen wie Mensen und im Bereich Camping werden gerne bruchunempfindlichere Melaminteller verwendet. In Privathaushalten finden sich vor allem Teller aus Porzellan, bei Veranstaltungen solche aus Papier.

## Form und Verwendung
Die Form des Tellers wird durch seine Verwendung bestimmt, von der meist auch der Name abgeleitet ist:
- Ein Platzteller ist ganz flach und hat einen relativ großen Durchmesser; er dient als Unterlage für die Speiseteller des jeweiligen Ganges.
- Ein Unterteller dient als Unterlage für Suppenschalen, Tassen o. Ä., siehe auch Untertasse
- Ein Essteller, Speiseteller oder Fleischteller ist der normale, flache Essteller.
- Ein Frühstücksteller, Kuchenteller oder Dessertteller hat dieselbe Form wie der Essteller, jedoch einen kleineren Durchmesser.
- Ein Brotteller hat ebenfalls dieselbe Form aber den kleinsten Durchmesser; er wird beim gedeckten Tisch links oben für das Brot benutzt.
- Ein Suppenteller hat eine tiefere Form mit hochgezogenem Rand.
- Ein Anstellteller ist meistens halbmondförmig und folgt im Ausschnitt dem Tellerrand; er wird für Abfälle oder Zubehör wie Zitrone oder Sauce benutzt.
- Ein Menüteller verfügt über mehrere, meist drei, Abteilungen, die durch eine Zwischenwand voneinander getrennt sind, so dass z. B. Sauce nicht von einem Abteil in das andere laufen kann.
- Ein Fondueteller besteht in der Regel aus Keramik und bietet meist vier oder fünf Abteilungen mit niedrigen Zwischenwänden, um beim Fleisch- oder Fischfondue gereichte unterschiedliche Fleisch- bzw. Fischsorten und die dazu passenden unterschiedlichen Saucen getrennt zu halten.
- Kleinere Teller, welche oft mit kindgerechten Motiven verziert sind, werden als spezielle Kinderteller vertrieben. Sie sind in der Regel Teil spezieller Kindergeschirre und meist[5] aus bruchfesten Materialien wie Melamin und werden im Ornamin-Verfahren hergestellt (siehe auch: Räuberteller).
- Ein Fischteller ist gewöhnlich ein oval oder andeutungsweise fischförmig geformter Teller zum Servieren von Fischgerichten oder ein mit Fischmotiven bemalter Teller (Fischteller (Antike))
- Ein Gabenteller ist ein Teller, der hauptsächlich im Zusammenhang mit dem Brauchtum zu Weihnachten mit Plätzchen, Früchten, Pralinen, Nüssen und ähnlichen „Gaben“ belegt wird (siehe auch Bunter Teller)
- Ein Wappenteller ist ein mit Wappen oder besonderen heraldischen Elementen geschmückter Gebrauchs- oder Zierteller.

Ein vollständiges, reichhaltiges Tafelservice zeichnet sich unter anderem dadurch aus, dass es Teller in vielen Größen und Formen bietet.

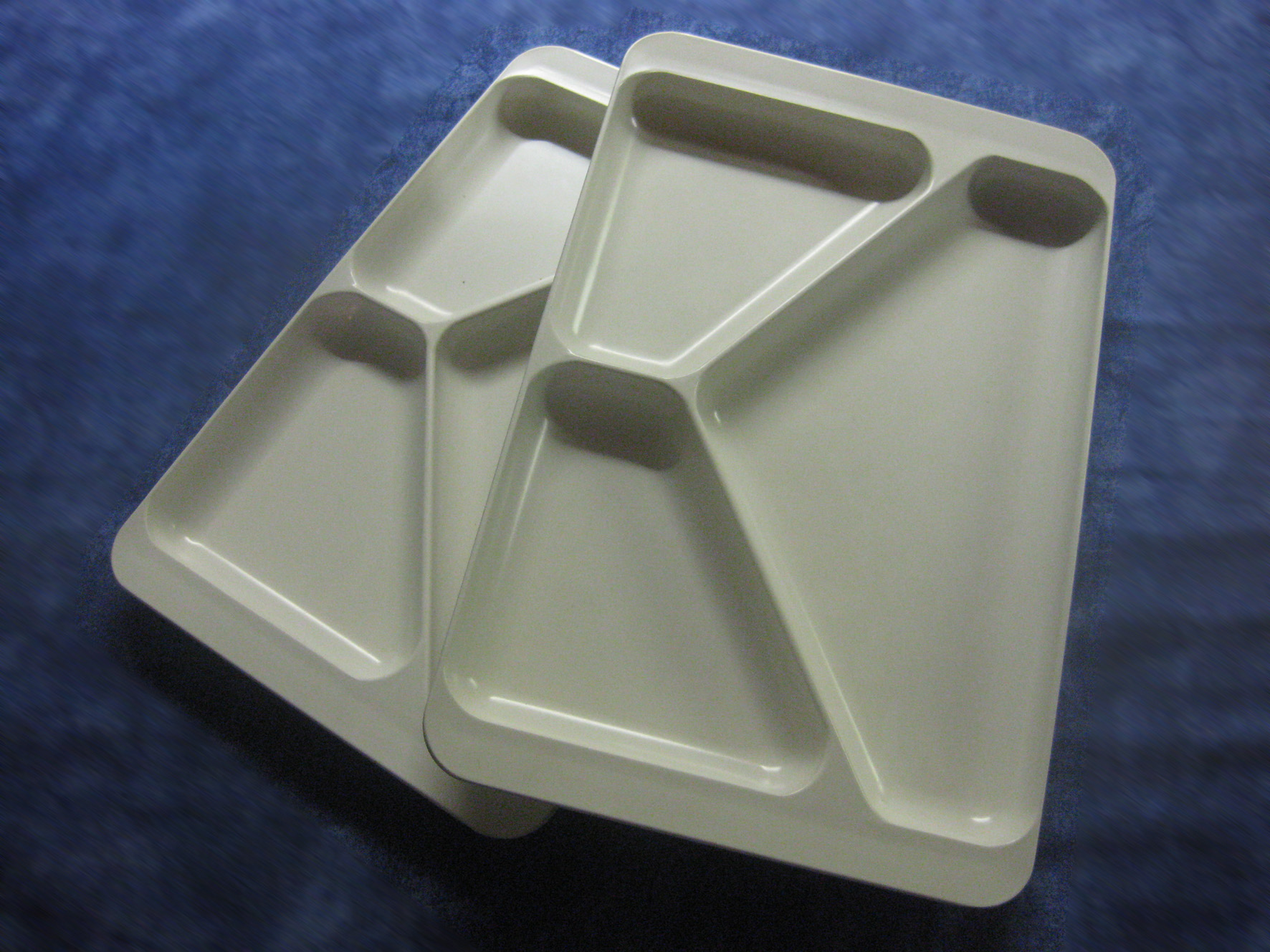
Stapelbarer Kantinenteller, 1960er Jahre
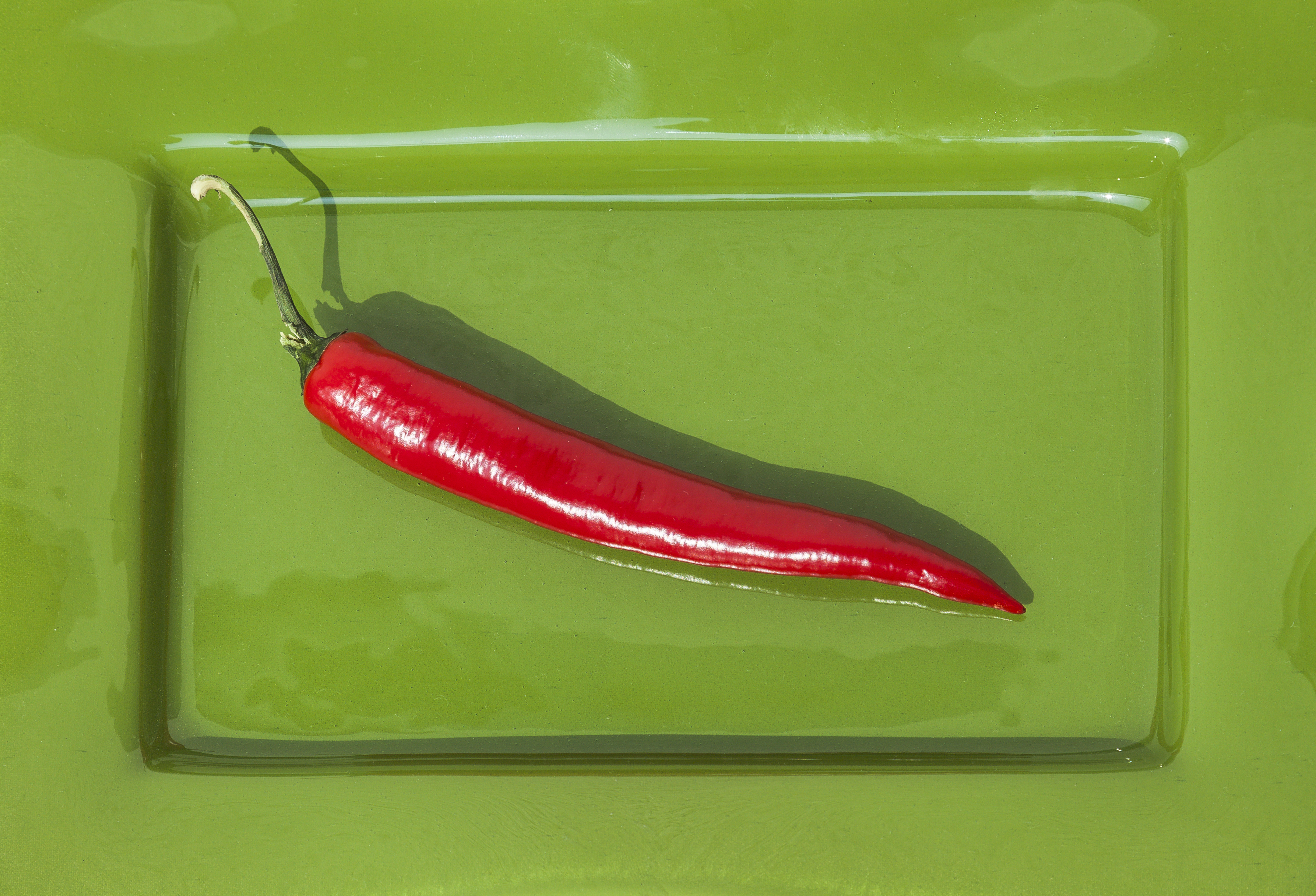
Rechteckiger Teller
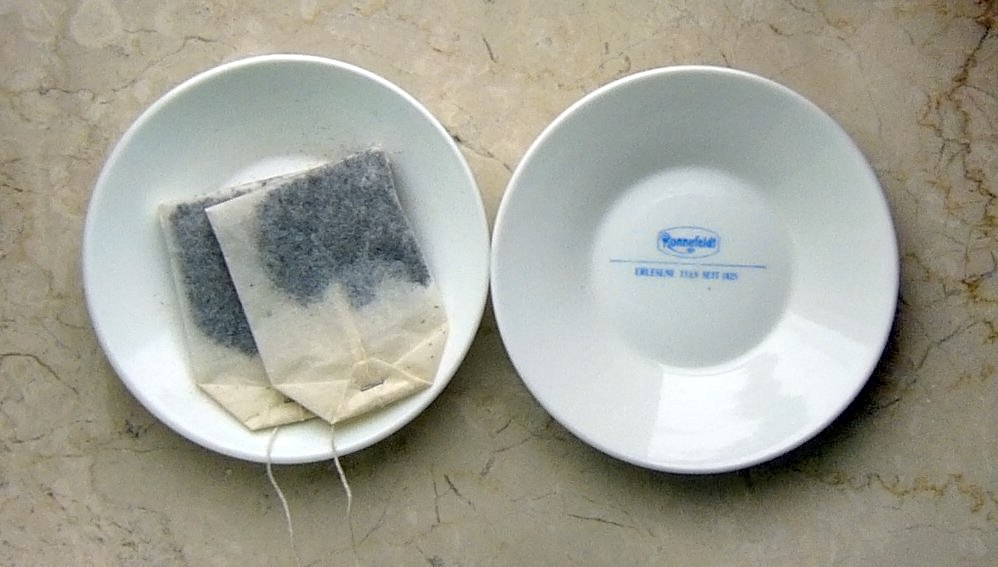
Teebeuteltellerchen
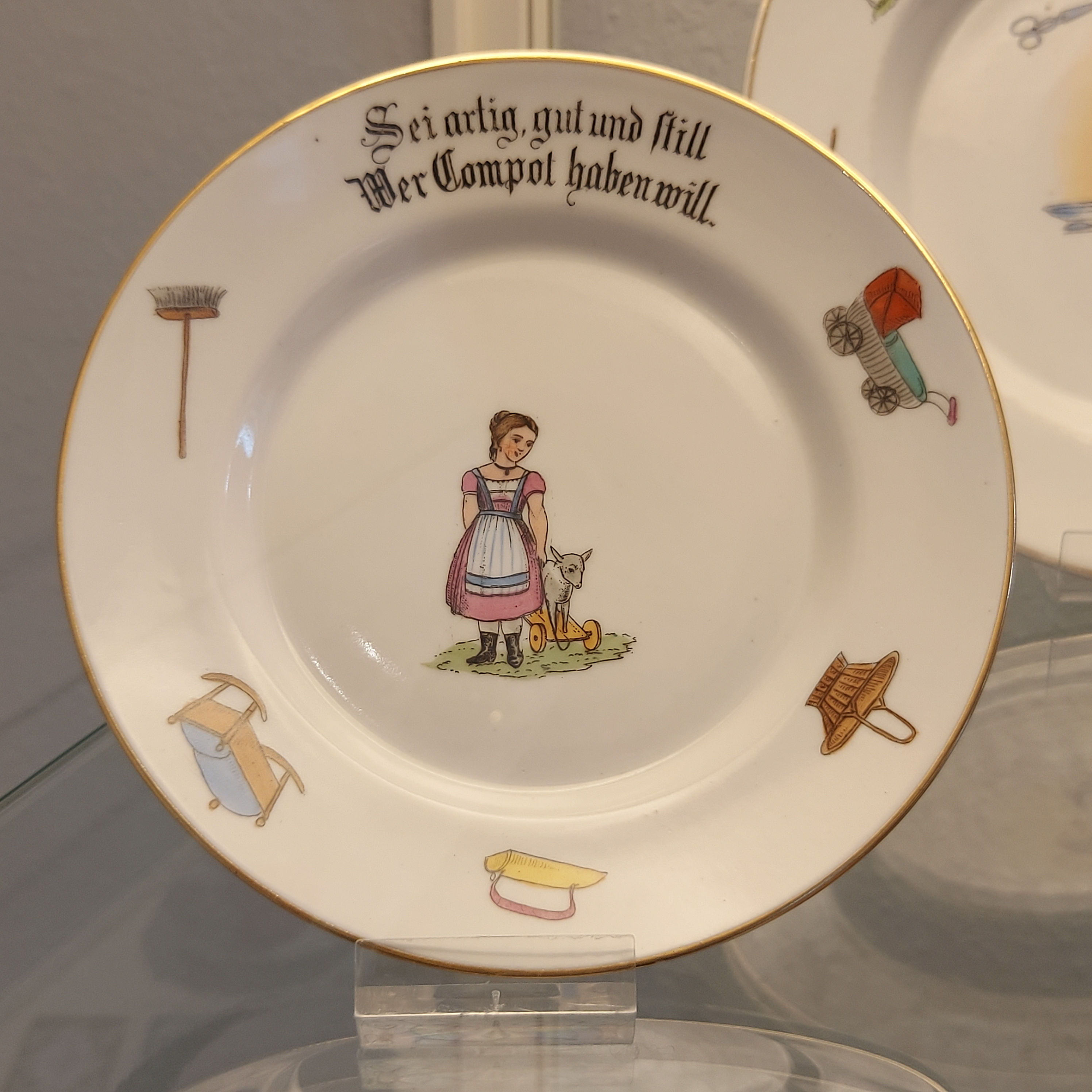
Porzellanteller mit Motiv für Kinder, um 1910.